# Nanophyetus salminicola
Nanophyetus salminicola är en plattmaskart. Nanophyetus salminicola ingår i släktet Nanophyetus och familjen Nanophyetidae. Inga underarter finns listade i Catalogue of Life.